# 다케시마 유지
다케시마 유지(일본어: 竹嶋 裕二, 1999년 6월 11일~)는 일본의 축구 선수이다.

## 구단 경력
그는 2018년 J2리그의 에히메 FC에 입단했고, 3년동안 팀에서 뛰었다.